# Terminal 2E (CDGVAL)
Terminal 2E est une station de la seconde ligne de métro automatique CDGVAL.
Ce terminal, construit par l'entreprise GTM sous maîtrise d’œuvre de l'architecte Paul Andreu et du bureau d'études Ingérop, s'était effondré le 23 mai 2004 faisant quatre morts et sept blessés. Il a été reconstruit en 2008.

## La station
Ouverte le 27 juin 2007, et située en zone de sécurité, elle donne accès au terminal 2E de l'aéroport de Roissy-Charles-de-Gaulle. Cette station est le terminus Ouest de la seconde ligne de CDGVAL.